# Berta Höller
Berta Höller (* 13. Oktober 1923 in Salzburg; † 4. Jänner 2014 in Vöcklabruck) war eine österreichische Harfenistin.

## Leben
Berta Höller studierte am Mozarteum Salzburg Klavier. Ihre Lehrer waren unter anderem Johann Nepomuk David und Cesar Bresgen. Durch letzteren wurde sie auf die Harfenmusik aufmerksam. Später heiratete sie den Maler Hermann Höller (1908–1992) und wohnte mit ihm in einem alten Haus in Vöcklabruck.
In den 1940er-Jahren brachte Berta Höller die Harfe nach Oberösterreich. Ihr Wirken führte dazu, dass der Volksmusiker Tobi Reiser inspiriert wurde, eine einheitliche Bauweise der Volksharfe einzuführen. Diese Bauweise orientierte sich an der einer Konzertharfe.
Die Harfenistin war sowohl als Lehrerin als auch als Musikerin selbst tätig. Sie etablierte die Kunst des Harfenspielens und vervielfachte die Zahl der Harfenschüler. Ebenso leitete sie Gesangs- und Musikgruppen, war als Komponistin tätig und wirkte als erste Harfenistin beim Salzburger Adventsingen mit.

## Auszeichnungen
- 2003 Kulturmedaille des Landes Oberösterreich für Verdienste um Musik und Harfe